# Rhodometra incarnaria
Rhodometra incarnaria är en fjärilsart som beskrevs av Thierry-mieg 1911. Rhodometra incarnaria ingår i släktet Rhodometra och familjen mätare. Inga underarter finns listade.